# Matt Selman
Matt Selman (* 9. září 1971) je americký scenárista a producent.

## Raný život
Selman vyrůstal v Massachusetts. V roce 1989 absolvoval školu Beaver Country Day. Vystudoval historii na Pensylvánské univerzitě a působil jako šéfredaktor časopisu 34th Street Magazine.

## Kariéra
Poté, co zvažoval kariéru novináře, se rozhodl zkusit se stát televizním scenáristou. Po dvou letech neúspěšného psaní scénářů byl nakonec v roce 1996 najat k napsání jedné epizody seriálu Show Jerryho Seinfelda. V roce 1997 se Selman připojil ke scenáristickému týmu seriálu Simpsonovi, kde zůstal a kde se vypracoval až na pozici výkonného producenta. Napsal nebo se podílel na 28 epizodách seriálu, včetně Rozených líbačů, které tvůrce seriálu Matt Groening v roce 2000 uvedl jako svou 8. nejoblíbenější epizodu. Je také spoluautorem filmové adaptace seriálu z roku 2007 a spoluautorem videoher The Simpsons: Road Rage, The Simpsons Hit and Run and The Simpsons Game.
Za svou práci na seriálu získal Selman šest cen Primetime Emmy, o které se dělí s ostatními producenty. V roce 1999 získal Selman cenu Annie Award za scénář k dílu Simpsonovské biblické příběhy. V roce 2004 obdržel také Cenu Sdružení amerických scenáristů za scénář k epizodě Výchova dívek v Americe. V dílu bylo řečeno, že Homerův e-mail je chunkylover53@aol.com. Selman si tento e-mail zaregistroval a po odvysílání epizody obdržel tisíce zpráv, na některé z nich v postavě Homera odpověděl, ale když zapomněl heslo, vzdal to.
O svém psaní seriálu Simpsonovi řekl: „Nejtěžší je, že se musíme snažit, aby každá epizoda byla stejně dobrá jako všechny předchozí. Máme tu velké dědictví a člověk nechce být tím, kdo Simpsonovy zničí.“.
Od roku 2020 je vedoucím pořadu spolu s Alem Jeanem.

## Další novinářské počiny
Selman dříve psal pro blog Techland Nerd World na serveru Time.com spolu s Levem Grossmanem. Je také tvůrcem a autorem webového komiksu Superhero Roommate na serveru Icebox.com. Selman psal rovněž vtipy pro mnoho animovaných filmů. V roce 2010 se spolu s Groeningem a dabérem Hankem Azariou objevil jako porotce v soutěži na téma Simpsonovi v jedné z epizod pořadu Top Chef: Masters.

## Osobní život
Selman je ženatý s Renee Ridgeleyovou a má dvě dcery.

## Dílo
- Show Jerryho Seinfelda (1996) – scenárista, programový konzultant
  - The Wait Out
- Simpsonovi (1997–dosud) – scenárista, producent, editor děje, supervizor režiséra, výkonný producent
  - Rození líbači (1998)
  - Simpsonovské biblické příběhy (s Timem Longem a Larrym Doylem) (1999)
  - Asociace Mensy zachraňuje Lízu (1999)
  - Osm raubířů (1999)
  - Cena smíchu (s Georgem Meyerem, Timem Longem a Mikem Scullym) (2000)
  - Líza na větvi (2000)
  - Trilogie omylů (2001)
  - Tulácké báchorky (2001)
  - Sdrátovaná čelist (2002)
  - Výchova dívek v Americe (2003)
  - Ve válce sporáků je vše dovoleno (2004)
  - Rošťácký rap (2005)
  - Futu-drama (2005)
  - Holky těžší to maj…? (2006)
  - Parťáci (2006)
  - Manželé a podnikatelky (2007)
  - Zlatá devadesátá (2008)
  - Pětka je pro Barta málo (2009)
  - Bratříčku, kde jsi? (2009)
  - U ohnivého Vočka (2011)
  - Dobrá manželka (2011)
  - Den, kdy se ochladila Země (2012)
  - Krasavec Děda (2013)
  - Kapela otců (2014)
  - Nebeský polda (2015)
  - Kouč „K“ (2016)
  - Velký Phatsby (s Danem Greaneyem) (2017)
  - Úžasné místo (s Renee Ridgeleyovou) (2018)
  - Písky kosmíru (2019)
- The Simpsons: Road Rage (2001) – spoluautor
- The Simpsons Hit and Run (2003) – spoluautor
- Simpsonovi ve filmu (2007) – spoluautor
- The Simpsons Game (2007) – spoluautor